# Стере, Константин Георгиевич

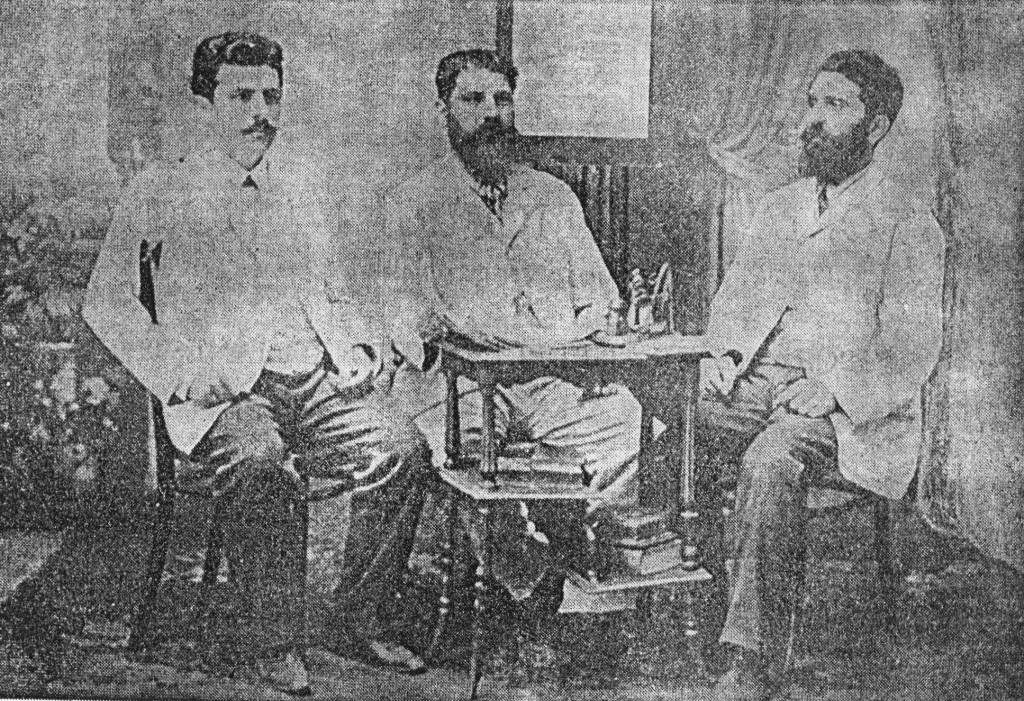
И. Ботез, К. Стере, И. Ибрэиляну (справа)

Константи́н Гео́ргиевич Сте́ре или Константи́н Его́рович Сте́ре (рум. Constantin G. Stere, или Constantin Sterea; 1 июня 1865, Городище, Сорокский уезд, Бессарабская область — 26 июня 1936, с. Буков, Прахова, Румыния) — молдавский и румынский писатель, публицист, политик и государственный деятель.

## Биография
Константин Стере родился 1 июня 1865 года в селе Городище Сорокского уезда Бессарабской области в боярского происхождения семье Георге (или Йоргу) Степановича и Пулкерии Стере.
До 8 лет жил в Черепкове. Учился в Кишинёве, где познакомился с прогрессивными, утопически-социалистическими и дарвинистскими идеями (среди прочих, в его круг чтения попали Николай Чернышевский, Александр Герцен, Михаил Бакунин, Пётр Лавров, Фердинанд Лассаль и Карл Маркс), принимал активное участие в революционном движении народников. Входил в подпольную ячейку, связанную с «Народной волей».
Впервые был арестован в 1883 году, провёл несколько лет в заключении в Одессе. С 1885 по конец 1891 — начало 1892 года провёл на каторге в Сибири.
Вернулся в Бессарабию, потом уехал в Румынию, где включился в общественную и политическую жизнь. Был противником марксизма. Основал движение попоранизма — румынский аналог народничества. В 1918 году был членом Сфатул Цэрий, где выступал за присоединение Бессарабии к Румынии. Был одним из основателей румынской Национал-царанистской партии, членом румынского парламента. В 1930-е годы румынские власти его обвиняют в измене Родине на основании того, что при оккупации Бухареста немецкими войсками во время Первой мировой войны он якобы сотрудничал с немцами, и сажают в тюрьму. Потом он был отстранён от политической жизни страны.
Константин Стере был известен как блестящий публицист, а в конце жизни прославился и как писатель, создав многотомный роман «Накануне революции», сюжет которого разворачивается в Российской империи конца XIX — начала XX века.
Вместе с И. Ибрэиляну и П. Бужором в 1906—1933 (с перерывом в годы Первой мировой войны 1914—1918) редактировал ежемесячный литературный журнал «Viaţa Românească» («Румынская жизнь»)

## Память
- В селе Черепково Флорештского района Молдавии открыт дом-музей писателя.
- В Кишинёве его именем названа бывшая улица Физкультурников.
- В 1991 году в Аллее Классиков был установлен бюст Константина Стере (скульптор Г. Дубровин).
- В Кишинёве его именем назван Университет Политических и Экономических Европейских Знаний им. Константин Стере.
- Планируется установить бюст в Кишинёве[1].
- В 2010 году Константин Стере посмертно избран членом Румынской академии[2].
- В 2020 году открыт бюст в Резины (Молдова). Автор молдавский скульптор Вячеслав Жиглицкий[3].

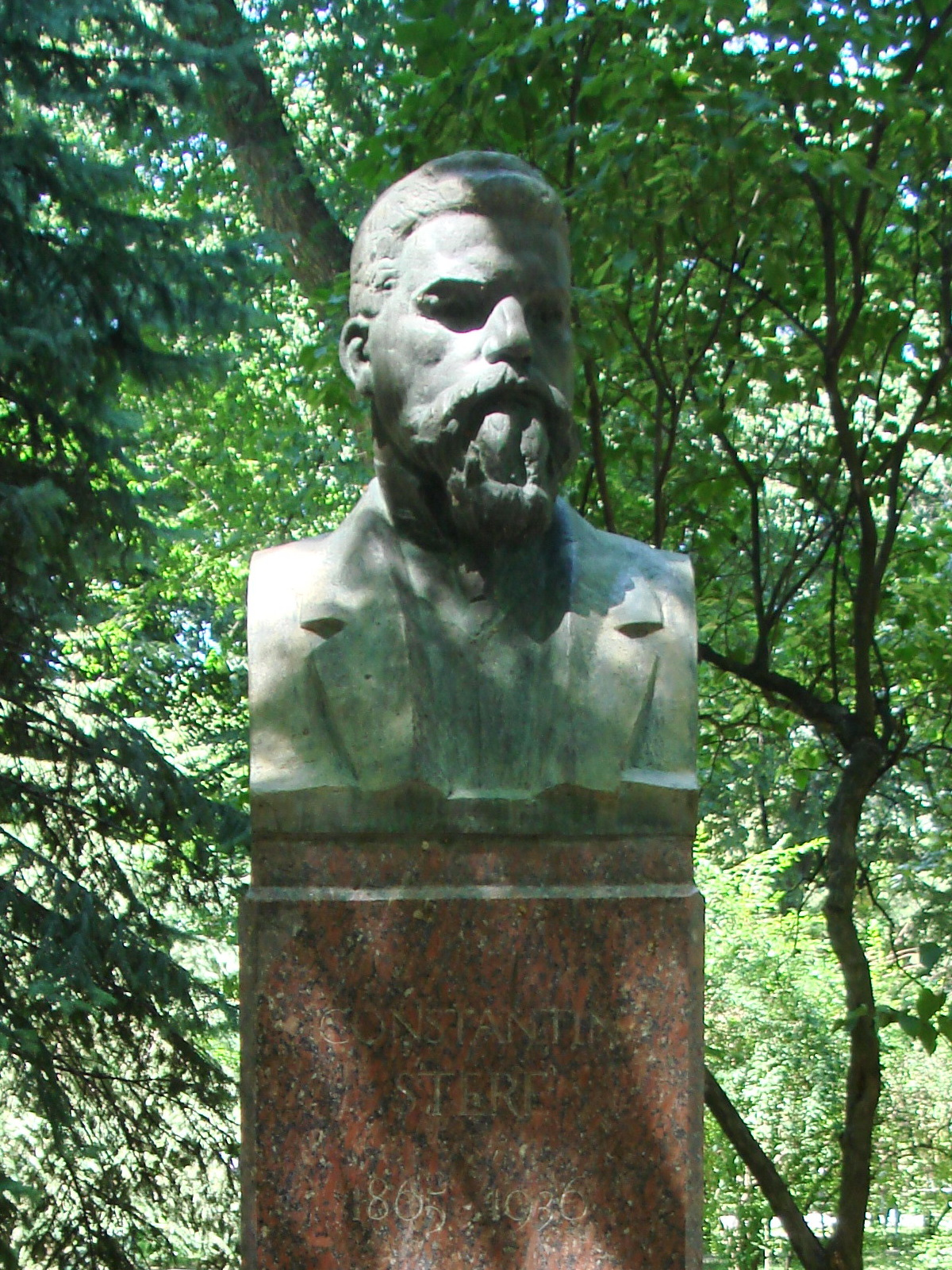
Бюст в Аллее Классиков
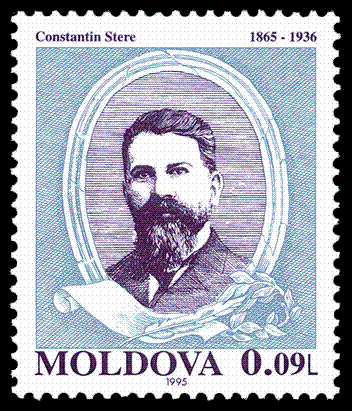
Почтовая марка Молдовы, 1995 год